# Sénat Böhrnsen I
Pour les articles homonymes, voir Sénat Böhrnsen.
Le sénat Böhrnsen I (Senat Böhrnsen I) était le gouvernement du Land de Brême du 8 novembre 2005 au 28 juin 2007, durant la 16e législature du Bürgerschaft. Dirigé par le président du Sénat social-démocrate Jens Böhrnsen, il était soutenu par une grande coalition entre le Parti social-démocrate d'Allemagne (SPD) et l'Union chrétienne-démocrate d'Allemagne (CDU).
Il fut formé à la suite de la démission d'Henning Scherf, au pouvoir depuis 1995, et de son troisième Sénat.
La coalition remporta les élections régionales du 13 mai 2007 mais Jens Böhrnsen décida de s'allier avec l'Alliance 90 / Les Verts pour former une coalition rouge-verte pour former le sénat Böhrnsen II.

## Composition
| Portefeuille | Nom                                           | Nom                               | Parti |
| --- | --------------------------------------------- | --------------------------------- | ----- |
| Président du Sénat Sénateur pour la Justice et la Constitution Sénateur pour les Affaires ecclésiastiques Maire de Brême |                                               | Jens Böhrnsen                     | SPD   |
| Sénateur pour l'Intérieur et les Sports Maire                                                                            |                                               | Thomas Röwekamp                   | CDU   |
| Sénateur pour l'Économie et les Ports Sénateur pour la Culture                                                           |                                               | Jörg Kastendiek                   | CDU   |
| Sénateur pour l'Éducation et la Science                                                                                  |                                               | Wilfried Lemke                    | SPD   |
| Sénateur pour le Travail, les Femmes, la Santé, la Jeunesse et les Affaires sociales                                     |                                               | Karin Röpke (jusqu'au 11.10.2006) | SPD   |
| Sénateur pour le Travail, les Femmes, la Santé, la Jeunesse et les Affaires sociales                                     | Intérim de Willi Lemke                        |                                   | SPD   |
| Sénateur pour le Travail, les Femmes, la Santé, la Jeunesse et les Affaires sociales                                     | Ingelore Rosenkötter (à partir du 02.11.2006) |                                   | SPD   |
| Sénateur pour les Travaux publics, l'Environnement et les Transports                                                     |                                               | Jens Eckoff (jusqu'au 22.02.2006) | CDU   |
| Sénateur pour les Travaux publics, l'Environnement et les Transports                                                     | Ronald-Mike Neumeyer                          |                                   | CDU   |
| Sénateur pour les Finances                                                                                               |                                               | Ulrich Nußbaum                    | Sans  |